# Calixto de Loira y Cardoso
Calixto de Loira y Cardoso (Ferrol, 3 de junio de 1840-La Habana, 27 de septiembre de 1872) fue un arquitecto español.

## Biografía
Nació el 3 de junio de 1840 en Ferrol, se trasladó joven a Cuba, para, posteriormente regresar a la península para estudiar en la Escuela de Arquitectura de Madrid, recibiendo el título de arquitecto en 1867.
Una vez de vuelta a Cuba, fue autor del proyecto ganador del Cementerio de Colón de La Habana, además de participar en el proyecto del pabellón de mendigos de San José, también en la capital de la isla.
Falleció prematuramente el 27 o 28 de septiembre de 1872 en La Habana, reemplazándole como director de las obras de la necrópolis habanera el italiano Eugenio Rayneri y Sorrentino.